# آرثر جي. ميلر
آرثر جي. ميلر (بالإنجليزية: Arthur G. Miller)‏ هو عالم إنسان أمريكي، ولد في 19 مايو 1942 في نيويورك في الولايات المتحدة.